# تيم والش (لاعب اتحاد الرغبي)
تيم والش (بالإنجليزية: Tim Walsh)‏ هو لاعب اتحاد الرغبي أسترالي، ولد في 10 أبريل 1979 في سيدني في أستراليا.

## وصلات خارجية
- تيم والش على موقع ItsRugby.co.uk (الإنجليزية)
- تيم والش على موقع أوليمبيديا (الإنجليزية)
- تيم والش على موقع اتحاد ألعاب الكومنولث (مؤرشف) (الإنجليزية)